# NGC 2664
NGC 2664 ist ein offener Sternhaufen oder Asterismus im Sternbild Cancer. NGC 2664 hat einen Durchmesser von 5 Bogenminuten. Das Objekt wurde am 20. März 1830 von John Herschel entdeckt.